# Seven de Singapur 2022
El Seven de Singapur 2022 fue el quinto torneo de la Serie Mundial Masculina de Rugby 7 2021-22.
Se realizó entre 9 y 10 de abril de 2022 en el Estadio Nacional de Singapur en Kallang, Singapur.

## Formato
Se dividen en cuatro grupos de cuatro equipos, cada grupo se resuelve con el sistema de todos contra todos a una sola ronda; la victoria otorga 3 puntos, el empate 2 y la derrota 1 punto.
Los dos equipos con más puntos en cada grupo avanzan a cuartos de final de la Copa. Los cuatro ganadores avanzan a semifinales de la Copa, y los cuatro perdedores a semifinales por el quinto puesto.
Los dos equipos con menos puntos en cada grupo jugaron la Challenge Trophy, definiendo en la misma el puesto final a ocupar en el torneo y los puntos correspondientes a tal mérito que suman para la tabla anual de la  Serie Mundial Masculina de Rugby 7 2021-22.

## Fase de grupos
|  | Avanzan a cuartos de final. |

### Grupo A
| Pos | Países         | Partidos | Partidos | Partidos | Tantos | Tantos | Tantos | Pts |
| Pos | Países         | G        | E        | P        | PF     | PC     | DP     | Pts |
| --- | -------------- | -------- | -------- | -------- | ------ | ------ | ------ | --- |
| 1   | Estados Unidos | 3        | 0        | 0        | 57     | 29     | +28    | 9   |
| 2   | Sudáfrica      | 2        | 0        | 1        | 64     | 22     | +42    | 7   |
| 3   | Kenia          | 1        | 0        | 2        | 39     | 45     | –6     | 5   |
| 4   | Canadá         | 0        | 0        | 3        | 24     | 88     | –64    | 3   |

| 9 de abril | Estados Unidos | 12 - 10 | Kenia |  |  |

| 9 de abril | Sudáfrica | 31 - 5 | Canadá |  |  |

| 9 de abril | Estados Unidos | 33 - 12 | Canadá |  |  |

| 9 de abril | Sudáfrica | 26 - 5 | Kenia |  |  |

| 9 de abril | Kenia | 24 - 7 | Canadá |  |  |

| 9 de abril | Sudáfrica | 7 - 12 | Estados Unidos |  |  |

### Grupo B
| Pos | Países     | Partidos | Partidos | Partidos | Tantos | Tantos | Tantos | Pts |
| Pos | Países     | G        | E        | P        | PF     | PC     | DP     | Pts |
| --- | ---------- | -------- | -------- | -------- | ------ | ------ | ------ | --- |
| 1   | Australia  | 3        | 0        | 0        | 94     | 29     | +65    | 9   |
| 2   | Samoa      | 2        | 0        | 1        | 74     | 45     | +29    | 7   |
| 3   | Inglaterra | 1        | 0        | 2        | 24     | 85     | –61    | 5   |
| 4   | España     | 0        | 0        | 3        | 40     | 73     | –33    | 3   |

| 9 de abril | Inglaterra | 19 - 14 | España |  |  |

| 9 de abril | Australia | 26 - 17 | Samoa |  |  |

| 9 de abril | Inglaterra | 5 - 31 | Samoa |  |  |

| 9 de abril | Australia | 28 - 12 | España |  |  |

| 9 de abril | España | 14 - 26 | Samoa |  |  |

| 9 de abril | Australia | 40 - 0 | Inglaterra |  |  |

### Grupo C
| Pos | Países        | Partidos | Partidos | Partidos | Tantos | Tantos | Tantos | Pts |
| Pos | Países        | G        | E        | P        | PF     | PC     | DP     | Pts |
| --- | ------------- | -------- | -------- | -------- | ------ | ------ | ------ | --- |
| 1   | Nueva Zelanda | 3        | 0        | 0        | 74     | 22     | +52    | 9   |
| 2   | Argentina     | 2        | 0        | 1        | 63     | 33     | +30    | 7   |
| 3   | Escocia       | 1        | 0        | 2        | 47     | 72     | –25    | 5   |
| 4   | Gales         | 0        | 0        | 3        | 36     | 93     | –57    | 3   |

| 9 de abril | Escocia | 26 - 24 | Gales |  |  |

| 9 de abril | Argentina | 10 - 12 | Nueva Zelanda |  |  |

| 9 de abril | Escocia | 7 - 19 | Nueva Zelanda |  |  |

| 9 de abril | Argentina | 24 - 7 | Gales |  |  |

| 9 de abril | Gales | 5 - 43 | Nueva Zelanda |  |  |

| 9 de abril | Argentina | 29 - 14 | Escocia |  |  |

### Grupo D
| Pos | Países  | Partidos | Partidos | Partidos | Tantos | Tantos | Tantos | Pts |
| Pos | Países  | G        | E        | P        | PF     | PC     | DP     | Pts |
| --- | ------- | -------- | -------- | -------- | ------ | ------ | ------ | --- |
| 1   | Fiyi    | 2        | 0        | 1        | 100    | 40     | +60    | 7   |
| 2   | Irlanda | 2        | 0        | 1        | 64     | 31     | +33    | 7   |
| 3   | Francia | 2        | 0        | 1        | 67     | 45     | +22    | 7   |
| 4   | Japón   | 0        | 0        | 3        | 21     | 136    | –115   | 3   |

| 9 de abril | Francia | 36 - 14 | Japón |  |  |

| 9 de abril | Irlanda | 21 - 12 | Fiyi |  |  |

| 9 de abril | Francia | 19 - 26 | Fiyi |  |  |

| 9 de abril | Irlanda | 38 - 7 | Japón |  |  |

| 9 de abril | Japón | 0 - 62 | Fiyi |  |  |

| 9 de abril | Irlanda | 5 - 12 | Francia |  |  |

### Definición 13° puesto
|  | Semifinal  | Semifinal  | Semifinal |       |            | 13° puesto | 13° puesto | 13° puesto |  |
|  |            |            |           |       |            |            |            |            |  |
|  |            |            |           |       |            |            |            |            |  |
|  | Inglaterra | Inglaterra | 22        |       |            |            |            |            |  |
|  | Inglaterra | Inglaterra | 22        |       |            |            |            |            |  |
|  | Canadá     | Canadá     | 7         |       |            |            |            |            |  |
|  | Canadá     | Canadá     | 7         |       | Inglaterra | Inglaterra | 28         |            |  |
|  |            |            |           |       | Inglaterra | Inglaterra | 28         |            |  |
|  |            |            | Japón     | Japón | 14         |            |            |            |  |
|  | Escocia    | Escocia    | Japón     | Japón | 14         | 21         |            |            |  |
|  | Escocia    | Escocia    |           |       |            | 21         |            |            |  |
|  | Japón      | Japón      | 24        |       |            |            |            |            |  |
|  | Japón      | Japón      | 24        |       |            |            |            |            |  |
|  |            |            |           |       |            |            |            |            |  |

### Definición 9° puesto
|  | Cuartos de final | Cuartos de final | Cuartos de final |         |        | Semifinales | Semifinales | Semifinales |  |         | 9° puesto | 9° puesto | 9° puesto |  |
|  |                  |                  |                  |         |        |             |             |             |  |         |           |           |           |  |
|  |                  |                  |                  |         |        |             |             |             |  |         |           |           |           |  |
|  | Inglaterra       | Inglaterra       | 19               |         |        |             |             |             |  |         |           |           |           |  |
|  | Inglaterra       | Inglaterra       | 19               |         |        |             |             |             |  |         |           |           |           |  |
|  | Gales            | Gales            | 24               |         |        |             |             |             |  |         |           |           |           |  |
|  | Gales            | Gales            | 24               |         | Gales  | Gales       | 12          |             |  |         |           |           |           |  |
|  |                  |                  |                  |         | Gales  | Gales       | 12          |             |  |         |           |           |           |  |
|  |                  |                  | Francia          | Francia | 38     |             |             |             |  |         |           |           |           |  |
|  | Francia          | Francia          | Francia          | Francia | 38     | 40          |             |             |  |         |           |           |           |  |
|  | Francia          | Francia          |                  |         |        |             |             |             |  |         |           |           |           |  |
|  | Canadá           | Canadá           | 12               |         |        |             |             |             |  |         |           |           |           |  |
|  | Canadá           | Canadá           | 12               |         |        |             |             |             |  | Francia | Francia   | 24        |           |  |
|  |                  |                  |                  |         |        |             |             |             |  | Francia | Francia   | 24        |           |  |
|  |                  |                  | España           | España  | 19     |             |             |             |  |         |           |           |           |  |
|  | Escocia          | Escocia          | España           | España  | 19     | 10          |             |             |  |         |           |           |           |  |
|  | Escocia          | Escocia          |                  |         |        |             |             |             |  |         |           |           |           |  |
|  | España           | España           | 27               |         |        |             |             |             |  |         |           |           |           |  |
|  | España           | España           | 27               |         | España | España      | 19          |             |  |         |           |           |           |  |
|  |                  |                  |                  |         | España | España      | 19          |             |  |         |           |           |           |  |
|  |                  |                  | Kenia            | Kenia   | 10     |             |             |             |  |         |           |           |           |  |
|  | Kenia            | Kenia            | Kenia            | Kenia   | 10     | 12          |             |             |  |         |           |           |           |  |
|  | Kenia            | Kenia            |                  |         |        |             |             |             |  |         |           |           |           |  |
|  | Japón            | Japón            | 10               |         |        |             |             |             |  |         |           |           |           |  |
|  | Japón            | Japón            | 10               |         |        |             |             |             |  |         |           |           |           |  |
|  |                  |                  |                  |         |        |             |             |             |  |         |           |           |           |  |

### Definición 5° puesto
|  | Semifinal      | Semifinal      | Semifinal      |                |           | 5° puesto | 5° puesto | 5° puesto |  |
|  |                |                |                |                |           |           |           |           |  |
|  |                |                |                |                |           |           |           |           |  |
|  | Argentina      | Argentina      | 22             |                |           |           |           |           |  |
|  | Argentina      | Argentina      | 22             |                |           |           |           |           |  |
|  | Sudáfrica      | Sudáfrica      | 15             |                |           |           |           |           |  |
|  | Sudáfrica      | Sudáfrica      | 15             |                | Argentina | Argentina | 42        |           |  |
|  |                |                |                |                | Argentina | Argentina | 42        |           |  |
|  |                |                | Estados Unidos | Estados Unidos | 24        |           |           |           |  |
|  | Samoa          | Samoa          | Estados Unidos | Estados Unidos | 24        | 17        |           |           |  |
|  | Samoa          | Samoa          |                |                |           | 17        |           |           |  |
|  | Estados Unidos | Estados Unidos | 24             |                |           |           |           |           |  |
|  | Estados Unidos | Estados Unidos | 24             |                |           |           |           |           |  |
|  |                |                |                |                |           |           |           |           |  |

### Copa de oro
|  | Cuartos de final | Cuartos de final | Cuartos de final |               |               | Semifinales   | Semifinales | Semifinales |           |              | Copa         | Copa         | Copa |  |
|  |                  |                  |                  |               |               |               |             |             |           |              |              |              |      |  |
|  |                  |                  |                  |               |               |               |             |             |           |              |              |              |      |  |
|  | Australia        | Australia        | 29               |               |               |               |             |             |           |              |              |              |      |  |
|  | Australia        | Australia        | 29               |               |               |               |             |             |           |              |              |              |      |  |
|  | Argentina        | Argentina        | 5                |               |               |               |             |             |           |              |              |              |      |  |
|  | Argentina        | Argentina        | 5                |               | Australia     | Australia     | 12          |             |           |              |              |              |      |  |
|  |                  |                  |                  |               | Australia     | Australia     | 12          |             |           |              |              |              |      |  |
|  |                  |                  | Fiyi             | Fiyi          | 19            |               |             |             |           |              |              |              |      |  |
|  | Fiyi             | Fiyi             | Fiyi             | Fiyi          | 19            | 19            |             |             |           |              |              |              |      |  |
|  | Fiyi             | Fiyi             |                  |               |               |               |             |             |           |              |              |              |      |  |
|  | Sudáfrica        | Sudáfrica        | 14               |               |               |               |             |             |           |              |              |              |      |  |
|  | Sudáfrica        | Sudáfrica        | 14               |               |               |               |             |             |           | Fiyi         | Fiyi         | 28           |      |  |
|  |                  |                  |                  |               |               |               |             |             |           | Fiyi         | Fiyi         | 28           |      |  |
|  |                  |                  | Nueva Zelanda    | Nueva Zelanda | 17            |               |             |             |           |              |              |              |      |  |
|  | Nueva Zelanda    | Nueva Zelanda    | Nueva Zelanda    | Nueva Zelanda | 17            | 22            |             |             |           |              |              |              |      |  |
|  | Nueva Zelanda    | Nueva Zelanda    |                  |               |               |               |             |             |           |              |              |              |      |  |
|  | Samoa            | Samoa            | 14               |               |               |               |             |             |           |              |              |              |      |  |
|  | Samoa            | Samoa            | 14               |               | Nueva Zelanda | Nueva Zelanda | 22          |             |           | Tercer lugar | Tercer lugar | Tercer lugar |      |  |
|  |                  |                  |                  |               | Nueva Zelanda | Nueva Zelanda | 22          |             |           | Tercer lugar | Tercer lugar | Tercer lugar |      |  |
|  |                  |                  | Irlanda          | Irlanda       | 19            |               |             |             |           |              |              |              |      |  |
|  | Estados Unidos   | Estados Unidos   | Irlanda          | Irlanda       | 19            | 12            |             |             | Australia | Australia    | 21           |              |      |  |
|  | Estados Unidos   | Estados Unidos   |                  |               |               |               |             |             | Australia | Australia    | 21           |              |      |  |
|  | Irlanda          | Irlanda          | 14               |               |               |               |             |             |           |              | Irlanda      | Irlanda      | 19   |  |
|  | Irlanda          | Irlanda          | 14               |               |               |               |             |             |           |              | Irlanda      | Irlanda      | 19   |  |
|  |                  |                  |                  |               |               |               |             |             |           |              |              |              |      |  |

| Bandera de Fiyi        |
| Campeón Fiyi           |
| 1º título del circuito |